# Euproctis cinerea
Euproctis cinerea är en fjärilsart som beskrevs av Franciscus J.M. Heylaerts 1892. Euproctis cinerea ingår i släktet Euproctis och familjen tofsspinnare. Inga underarter finns listade i Catalogue of Life.